# 서이수 (배우)
서이수(2013년 4월 9일 ~ )는 대한민국의 배우이다.

## 출연 작품

### 드라마
- 2017년 KBS 1TV 《미워도 사랑해》 - 어린 길은조 역 (표예진 아역)
- 2018년 SBS 《나도 엄마야》 - 샐리 역
- 2018년 KBS 2TV 《오늘의 탐정》 - 정이랑 역 (채지안 아역)
- 2018년 JTBC 《뷰티 인사이드》 - 진영 역
- 2018년 MBC 《붉은 달 푸른 해》 - 정희수 역
- 2019년 SBS 《빅이슈》 - 한세은 역
- 2019년 tvN 《호텔 델루나》 - 지현미 역
- 2019년 KBS 2TV 《동백꽃 필 무렵》 - 오동백 역 (공효진 아역)
- 2019년 KBS 2TV 《KBS 드라마 스페셜 - 렉카》 - 이수 역
- 2020년 SBS 《앨리스》 - 홍은수 역
- 2021년 JTBC 《시지프스 : the myth》 - 강서해 역 (박신혜 아역)
- 2021년 ~ 2022년 SBS 《너의 밤이 되어줄게》 - 인윤주 / 강선주 역 (정인선 아역)

### 영화
- 2018년 어쨌든 재희 - 재희 역
- 2022년 앵커 유나 역
- 2022년 고속도로 가족 - 장은이 역

### 광고
- 2017년 LG유플러스 IOT - 이 좋은 순간 편
- 2018년 삼성생명 인생금융
- 2018년 국민건강보험공단 캠페인
- 2018년 한국주택금융공사 공익광고
- 2018년 한국인삼공사 정관장 홍이장군
- 2018년 CJ제일제당 스팸 설날선물세트
- 2019년 세라젬 안마의료기

## 수상 및 후보
| 연도 | 시상식       | 부문              | 작품           | 결과 |
| ---- | ------------ | ----------------- | -------------- | ---- |
| 2019 | KBS 연기대상 | 여자 청소년연기상 | 동백꽃 필 무렵 | 후보 |